# Dialekt bushi
Dialekt bushi, także: kibushi, antalaotra, kibuki, sakalava, shibushi – dialekt języka malgaskiego używany w zachodniej i południowej części Majotty w archipelagu Komorów.
Według danych z 2012 roku posługuje się nim blisko 48 tys. osób, potomków imigrantów z Madagaskaru. Dzieli się na subdialekty: kibushi-kimaore (shibushi shimaore), kantalaotse.
Lokalne nazwy „kibushi” i „shibushi” wywodzą się z języków bantu.
Do zapisu tego dialektu stosuje się alfabet łaciński, aczkolwiek w ograniczonym zakresie.